# Liste der Kulturdenkmale in Nöda
In der Liste der Kulturdenkmale in Nöda sind alle Kulturdenkmale der thüringischen Gemeinde Nöda (Landkreis Sömmerda) und ihrer Ortsteile aufgelistet (Stand: 2006).

## Nöda
Einzeldenkmale
| Bild                                    | Bezeichnung                                                        | Lage                    | Datierung | Beschreibung | ID |
| --------------------------------------- | ------------------------------------------------------------------ | ----------------------- | --------- | ------------ | -- |
| weitere Bilder Fotos hochladen          | Kirche mit Ausstattung sowie Friedhof mit historischen Grabsteinen | Hauptstraße 103 (Karte) | 1500      |              |    |
| Direkt Bild zu diesem Denkmal hochladen | ehemaliger Gasthof                                                 | Hauptstraße 1           |           |              |    |
| Direkt Bild zu diesem Denkmal hochladen | altes Fachwerkhaus                                                 | Hauptstraße 31          |           |              |    |
| Direkt Bild zu diesem Denkmal hochladen | Wohnhaus                                                           | Hauptstraße 68          |           |              |    |
| Direkt Bild zu diesem Denkmal hochladen | Tor und Portal                                                     | Hauptstraße 74          |           |              |    |
| Direkt Bild zu diesem Denkmal hochladen | Hofanlage                                                          | Hauptstraße 77          |           |              |    |
| Direkt Bild zu diesem Denkmal hochladen | Wohnhaus                                                           | Hauptstraße 96          |           |              |    |
| Direkt Bild zu diesem Denkmal hochladen | Pfarrhof                                                           | Hauptstraße 104         |           |              |    |
| Direkt Bild zu diesem Denkmal hochladen | Hofanlage                                                          | Krautgasse 80           |           |              |    |
| Direkt Bild zu diesem Denkmal hochladen | Pforte                                                             | Mühlgasse 50            |           |              |    |
| Direkt Bild zu diesem Denkmal hochladen | Pforte                                                             | Mühlgasse 51            |           |              |    |

## Quelle
- Landkreis Sömmerda. (Memento vom 1. Februar 2017 im Internet Archive; PDF; 160 kB) landkreis-soemmerda.de, Auszug aus dem Denkmalbuch des Landes Thüringen